# Janne Niskala
Janne Juhani Niskala (Västerås, 22 settembre 1981) è un hockeista su ghiaccio finlandese.

## Palmarès

### Olimpiadi invernali
- Bronzo a Vancouver 2010

### Mondiali
- Oro a Slovacchia 2011
- Bronzo a Canada 2008

### Mondiali Juniores
- Argento a Mosca 2001